# Jalapa (tỉnh)
Jalapa là một tỉnh nằm ở đông nam của Guatemala. Tỉnh này có dân số năm 2000 là 390.500 người. Tỉnh lỵ là thành phố Jalapa.
Thành phần dân tộc tỉnh Jalapa chủ yếu là dân ladino hậu duệ các dân tộc châu Âu, ngoài ra còn có số lượng đáng kể dân K'iche' và Pocomam Maya. Các sản phẩm chính của khu vực này gồm gia súc, thuốc lá, ngô. Khu vực này đang triển khai chương trình nước sạch mang tên Giếng hy vọng. here.

## Các đô thị
1. Jalapa
2. Mataquescuintla
3. Monjas
4. San Carlos Alzatate
5. San Luis Jilotepeque
6. San Manuel Chaparrón
7. San Pedro Pinula